# Gehoornde maskerbij
De gehoornde maskerbij (Hylaeus cornutus) is een vliesvleugelig insect uit de familie Colletidae. De wetenschappelijke naam van de soort is voor het eerst geldig gepubliceerd in 1831 door Curtis.